# Mohammad Ahsan
Mohammad Ahsan (* 7. September 1987 in Palembang) ist ein indonesischer Badmintonspieler.

## Sportliche Karriere
Mohammad Ahsan gewann 2009 Bronze bei den Südostasienspielen im Herrendoppel mit Bona Septano. Im gleichen Jahr siegten beide auch bei den Philippines Open. 2008 waren beide bereits Welthochschulmeister geworden. Bei der Sommer-Universiade 2007 gewann Ahsan Bronze mit dem indonesischen Männerteam. Beim Thomas Cup 2010 wurde er mit dem Herrenteam Vizeweltmeister.
Seit 2013 spielt Ahsan mit Hendra Setiawan zusammen. Mit dem erfahrenen Weltmeister und Olympiasieger an seiner Seite holte Ahsan 2013 den Weltmeistertitel im Herrendoppel, den beide 2015 verteidigen konnten.

## Sportliche Erfolge
| Saison | Veranstaltung                  | Disziplin    | Platz | Name                             |
| ------ | ------------------------------ | ------------ | ----- | -------------------------------- |
| 2007   | Universiade                    | Herrenteam   | 3     | Indonesien                       |
| 2008   | Welthochschulmeisterschaft     | Herrendoppel | 1     | Bona Septano / Mohammad Ahsan    |
| 2009   | Südostasienspiele              | Herrendoppel | 3     | Bona Septano / Mohammad Ahsan    |
| 2009   | Philippines Open               | Herrendoppel | 1     | Mohammad Ahsan / Bona Septano    |
| 2010   | Thomas Cup                     | Herrenteam   | 2     | Indonesien                       |
| 2013   | Indonesia Super Series Premier | Herrendoppel | 1     | Mohammad Ahsan / Hendra Setiawan |
| 2013   | Singapur Open Super Series     | Herrendoppel | 1     | Mohammad Ahsan / Hendra Setiawan |
| 2013   | Weltmeisterschaft              | Herrendoppel | 1     | Mohammad Ahsan / Hendra Setiawan |
| 2015   | Weltmeisterschaft              | Herrendoppel | 1     | Mohammad Ahsan / Hendra Setiawan |